# Loveridgea phylofiniens
Espèce
Synonymes
- Amphisbaena phylofiniens Tornier, 1899

Statut de conservation UICN

 DD  : Données insuffisantes
Loveridgea phylofiniens est une espèce d'amphisbènes de la famille des Amphisbaenidae.

## Répartition
Cette espèce est endémique de Tanzanie.

## Publication originale
- Tornier, 1899 : Drei Reptilien aus Afrika. Zoologische Anzeiger, vol. 22, p. 258-261 (texte intégral).